# Муниципальное образование «Ользоны»
Муниципальное образование «Ользоны» — муниципальное образование со статусом сельского поселения в 
Баяндаевском районе Иркутской области России. Административный центр — Ользоны.

## Демография
По результатам Всероссийской переписи населения 2010 года 
численность населения муниципального образования составила 969 человек, в том числе 474 мужчины и 495 женщин.

## Населенные пункты
В состав муниципального образования входят населенные пункты
- Ользоны
- Кокорина
- Онгой[2]